# Manzenberg (Büchlberg)
Manzenberg ist ein Gemeindeteil von Büchlberg im niederbayerischen Landkreis Passau. Es ist ein Dorf mit 61 Einwohnern.

## Geschichte
Im Zuge der Gebietsreform in Bayern kam der Ort 1972 bei Auflösung der Gemeinde Raßberg nach Hauzenberg und 1978 zur Gemeinde Büchlberg.